# Cosmarium batrytis
Cosmarium batrytis là một loài Song tinh tảo trong họ Desmidiaceae, thuộc chi Cosmarium.